# Goguette

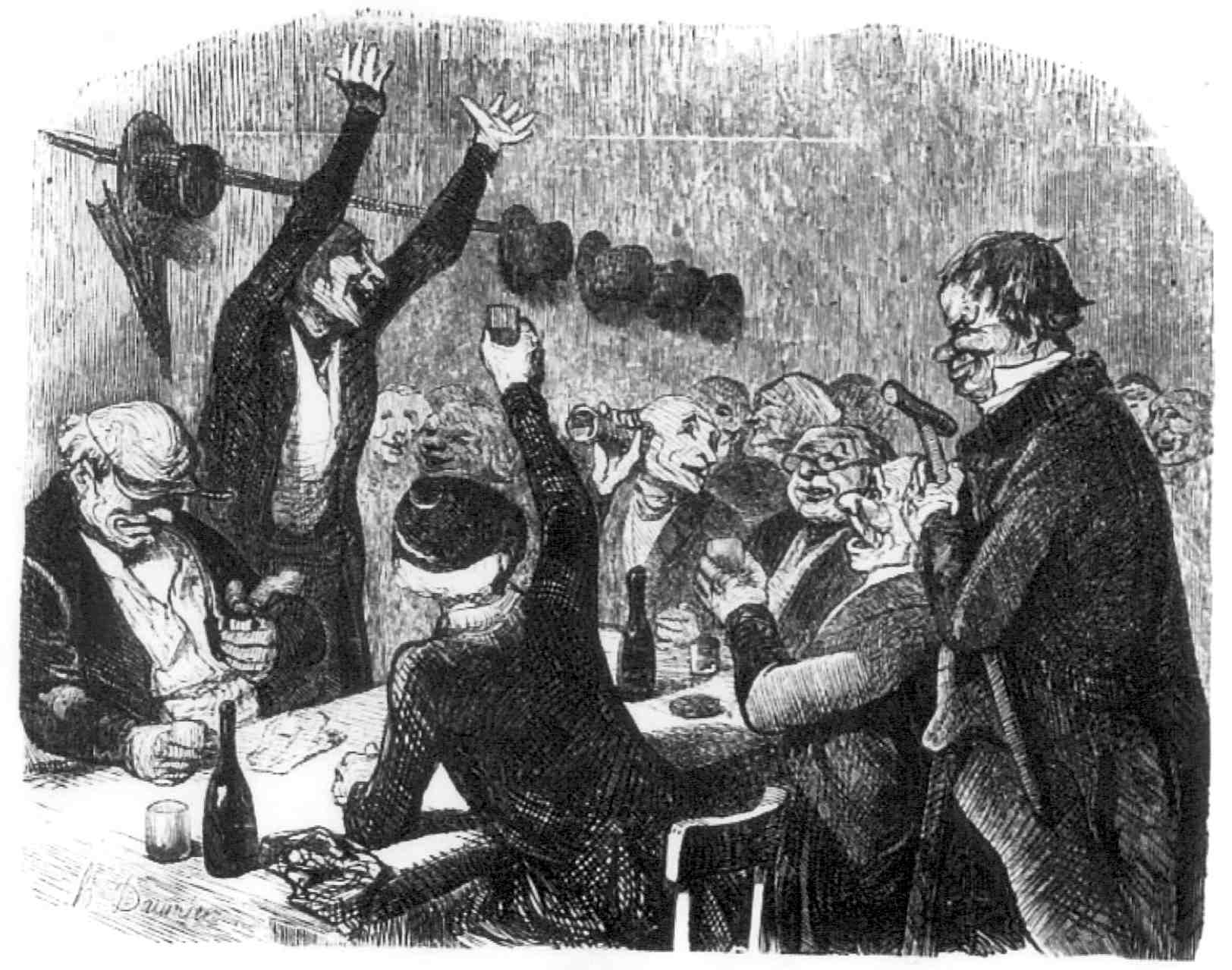
La "gogueta alegre" en el barrio de Belleville en 1845 según Honoré Daumier.

Gogueta (goguette, en francés) es una tradición francesa de canto popular en la que se utiliza la música de una canción conocida con una letra diferente. Así, a diferencia del karaoke, la gogueta no es solamente un ejercicio de interpretación musical, sino también de composición literaria. Las goguetas nacen en el siglo XIX en los cabarés parisinos y privilegian temas políticos y de protesta.
También conocida como sociedad cantante, sociedad lírica o sociedad literaria cuya actividad principal es organizar veladas de canto y creación de canciones. Los habituales o goguettiers eran París y sus suburbios en su mayoría obreros o trabajadores de ambos sexos. Entre goguettiers había casi tantas mujeres como hombres.
Las goguetas florecieron por lo menos desde 1818 hasta 1900. A mediados del siglo XIX existían alrededor de París goguetas rurales organizadas por agricultores y artesanos.